# ボストン・レッドソックス
ボストン・レッドソックス（英語: Boston Red Sox、略称: BOS）は、メジャーリーグベースボール（以下MLB）アメリカンリーグ東地区所属のプロ野球チーム。本拠地はマサチューセッツ州ボストンにあるフェンウェイ・パーク。

## 概要
アメリカンリーグ創設時から存在する古豪球団。本拠地を移したことが一度もなく、リーグ優勝14回・ワールドシリーズ制覇9回の実績を誇る。伝統的に長打力を重視するビッグボール派のチームとして知られている。
愛称は1901年の球団創立当初はアメリカンズ、1902年～1903年がサマーセッツ（当時のオーナーであるチャールズ・サマーズに因む）、1904年～1906年がピルグリムスと変わったとされ、他にもピューリタンズやプリモスロックスなどの愛称があったとされるが、実際には1901年からの7シーズンは単にホームタウンのボストン、もしくはナショナルリーグのボストン・ビーンイーターズ（現アトランタ・ブレーブス）に対し「アメリカンリーグのボストン」を示すボストン・アメリカンズで通っており、その他の愛称は当時の新聞記者が自由につけていたもので、1908年シーズンから現在のレッドソックスが正式なものとなった。
1903年に初のリーグ優勝を果たし、さらにピッツバーグ・パイレーツとのワールドシリーズも制した。それから1910年代にはリーグ優勝4回、ワールドシリーズ優勝4回を果たし、1901年から1919年までにリーグ優勝6回、ワールドシリーズ優勝5回のMLB屈指の名門チームに上り詰めていく。しかし、その後は台頭したライバルのニューヨーク・ヤンキースの後塵を拝し、戦後は1946年，1967年，1975年，1986年にリーグ優勝したものの、ワールドシリーズではいずれも第7戦で敗れて敗退を繰り返した。しかし、21世紀に入ってからは計4度のリーグ優勝・ワールドシリーズ制覇を果たすなど、宿敵ヤンキースを凌ぐ実績を挙げている。
ユニフォームカラーは紺・赤で、ロゴデザインは赤い靴下1足である。本拠地のフェンウェイ・パークは現在メジャーリーグ球団の本拠地球場では最も古い歴史を持つ。市街地の中心に建設されたため、球場自体はそれほど広くなく観客席も少ない。そのためレッドソックスの人気と相まってチケットは入手困難な状況が続いており、特に対ヤンキース戦といった人気カードではプラチナチケットと化す。
2003年5月15日から2013年4月10日まで、フェンウェイ・パークでは820試合連続チケット完売を記録した。
全米一熱狂的なファンを持つといわれ、同じアメリカンリーグ東地区の所属のヤンキースとは深い因縁がある。ベーブ・ルースの移籍以来、盟主として君臨するヤンキースに対して「バンビーノの呪い」とともにレッドソックスファンは強い敵愾心を持っている。またヤンキースとの対戦は伝統の一戦でもある。

## 球団の歴史

### 1893年-1900年
1893年、ウエスタンリーグ（Western League) のオハイオ州トレド市に誕生した球団が前身とされている。1900年にアメリカンリーグが発足すると、当初の予定では本拠地をバッファローに置く予定だったが、結局ボストンに本拠地を置くこととなった。

### 1901年-1910年代

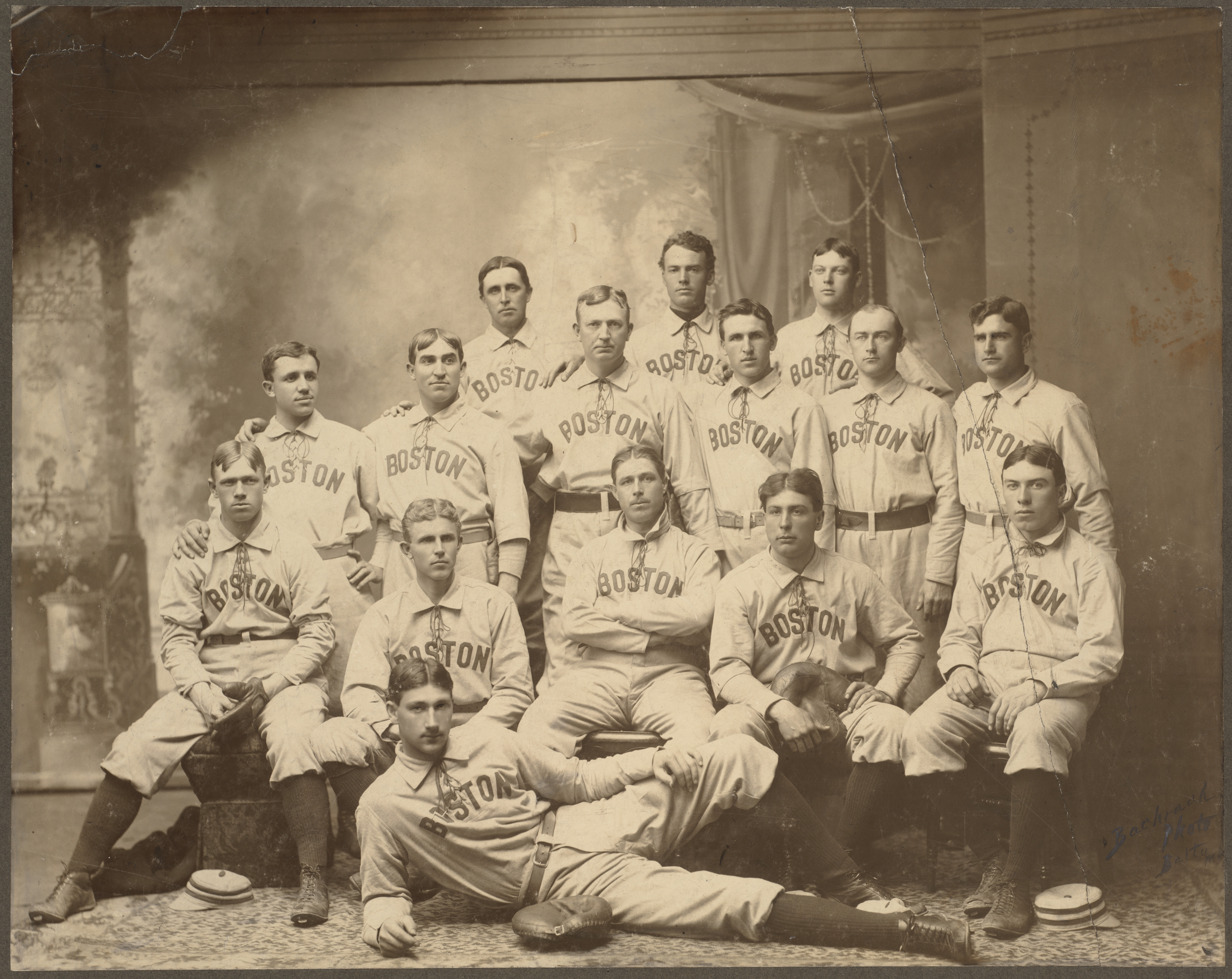
1901年のボストン・アメリカンズのメンバー

1901年、リーグ加盟と同時にセントルイス・カージナルスからサイ・ヤングを獲得。サイ・ヤングや選手兼任監督のジミー・コリンズを中心に1903年には91勝47敗という成績でリーグ初優勝を遂げた。この年には第1回となるワールドシリーズが開催され、ピッツバーグ・パイレーツと対戦、5勝3敗で初代ワールドチャンピオンに輝く。翌1904年もリーグ優勝を果たすが、対戦相手であるはずだったニューヨーク・ジャイアンツ（現：サンフランシスコ・ジャイアンツ）が対戦を拒否し、ワールドシリーズは開催されなかった。

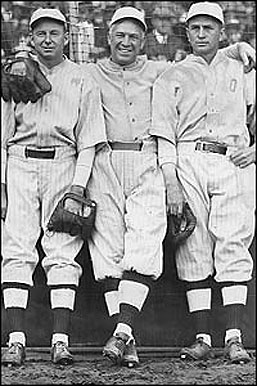
ハリー・フーパー、トリス・スピーカー、ダフィー・ルイスの『100万ドルの外野陣』。

1912年にはフェンウェイ・パークが開場。この頃のレッドソックスでは、スライディングキャッチを得意としたハリー・フーパー、抜群の打球の読みで極端な前進守備をひき、いくつもの「センターゴロ」を捌いたというトリス・スピーカー、当時レフト後方にあった約3メートル(10フィート）の高さの土手を自由に上り下りしたというダフィー・ルイスの3人からなる『100万ドルの外野陣』が知られていた。ジャイアンツとの対戦となったワールドシリーズでは、スモーキー・ジョー・ウッドの活躍もあり4勝3敗1分という僅差でこれを下し、2度目のワールドチャンピオンに輝く。
1914年にベーブ・ルースを獲得。ルースは1915年に投手として18勝、打っては打率.314・4本塁打という活躍でチームのワールドシリーズ制覇に貢献。1916年も変わらぬ活躍で23勝、防御率1.75で最優秀防御率を獲得し、チームも2年連続でワールドシリーズ制覇を成し遂げる。1917年はシカゴ・ホワイトソックスにリーグ優勝を奪われるが、1918年に5度目のワールドシリーズ制覇を果たす。ルースもこの頃から打者としての出場が増え、この年には11本塁打、翌1919年にはそれまでの本塁打記録を大幅に塗り替える29本塁打を放ち、最多本塁打を獲得した。

### 1920年代

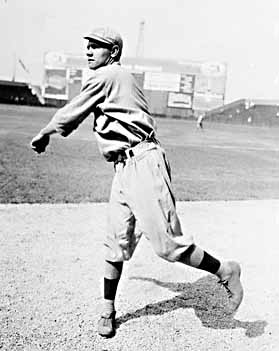
レッドソックス時代のベーブ・ルース

1920年1月3日、当時経営難にあえいでいたレッドソックスは、12万5千ドルの金銭と30万ドル以上の負債の肩代わりをすることを条件に、ルースをニューヨーク・ヤンキースにトレードした。この当時オーナーのハリー・フレイジーが球団の資金難の解消のため、有力選手を次々と金銭トレードで放出し、主にヤンキースが買い取っていた。
当時、ヤンキースは最下位が定位置の弱小球団だったが、ルースの移籍を期に成績が伸び始め、ルースが在籍した1920年代から1930年代にかけて8回のワールドシリーズ優勝、11回のリーグ優勝を成し遂げた。そして、それに反比例してレッドソックスの成績は伸び悩み、1925年から6年連続最下位を記録するなど優勝から大きく遠のいたシーズンが続いた。1921年から1927年までにヤンキースがワールドシリーズで挙げた18勝のうち、15勝は元レッドソックスの投手が勝利投手で、1920年代のヤンキースの黄金時代は『元レッドソックス選手の黄金時代』であったと言われる。
アメリカンリーグ初期の名門チームの衰退は、ルースに呪いをかけられたようだとして、いつしかルースの愛称「バンビーノ」から「バンビーノの呪い」と呼ばれるようになった。

### 1930年代-1950年代
1933年にトム・ヨーキーが球団を買収しオーナーとなると、再建に着手した。ヨーキーは球団が利益本位のものであることを批判し、人々に敬愛されるチームを作ることを目指して、かつての名内野手で当時フィラデルフィア・アスレティックスの名監督コニー・マックの下で監督補佐をしていたエディ・コリンズをゼネラルマネージャーとして招聘し、再建を託した。潤沢な資金提供を受けたコリンズは、アスレティックスから後の300勝投手レフティ・グローブ、1932年に本塁打58本（この記録は1998年にマグワイアとソーサに破られるまで右打者の最高本塁打数であった）を打ち2度MVPになった右の強打者ジミー・フォックス、セントルイス・ブラウンズから名捕手リック・フェレル、ワシントン・セネタースから遊撃手で後にレッドソックスの選手兼監督となったジョー・クローニンらの有力選手を獲得。若手選手の発掘にも努め、パシフィックコーストリーグからは後に主将を務めてアメリカ野球殿堂入りも果たした二塁手ボビー・ドーア、そして後に打撃の神様と呼ばれたテッド・ウィリアムズを育てるなど、チームは徐々に力をつけていく。特にウィリアムズは2度の三冠王を達成するなど通算打率.344・521本塁打、1941年には打率.406を記録し、以後達成者がいないことから「最後の4割打者」と呼ばれている。
これらのメンバーが揃ってついに1946年にレッドソックスは2位タイガースに12ゲーム差をつけて28年ぶりにリーグ優勝を飾った。しかしカージナルスと対戦した1946年のワールドシリーズでは第7戦で、3対3の同点で迎えた8回裏にカージナルスの1塁走者イーノス・スローターの暴走気味の本塁突入を遊撃手ジョニー・ペスキーの一瞬の迷いで生還を許して敗れ、ワールドシリーズ制覇は成らなかった。1948年には、アメリカン・リーグのペナントレースでインディアンスと最終首位を分け合い、クリーブランド・インディアンスとワンゲームプレイオフとのプレーオフに持ち込んだが敗れた。続く1949年では最終の2試合を残してあと1勝でペナント獲得までいったが、ヤンキースに2連敗して逆転優勝を許した。
この時期のレッドソックスはチームとしての実力は高かったのだが、1948年・1949年と2年続けて最終戦でペナントを逃し、やがて下降線を辿って1966年まで長い低迷期に入った。
1959年に球団初の黒人選手パンプシー・グリーンがメジャーデビューを果たした。これは、MLB球団の中で最も遅かった。1945年4月16日にニグロリーグから（ジャッキー・ロビンソン、マービン・ウィリアムズ、サム・ジェスロー）などが入団テストを受けたが、球団には契約の意思はなかった。1949年にウィリー・メイズの獲得の機会があったが、これをみすみす逃している。この黒人選手の登用が最も遅れたことが長期の低迷の原因の一つとされている。

### 1960年代-1970年代

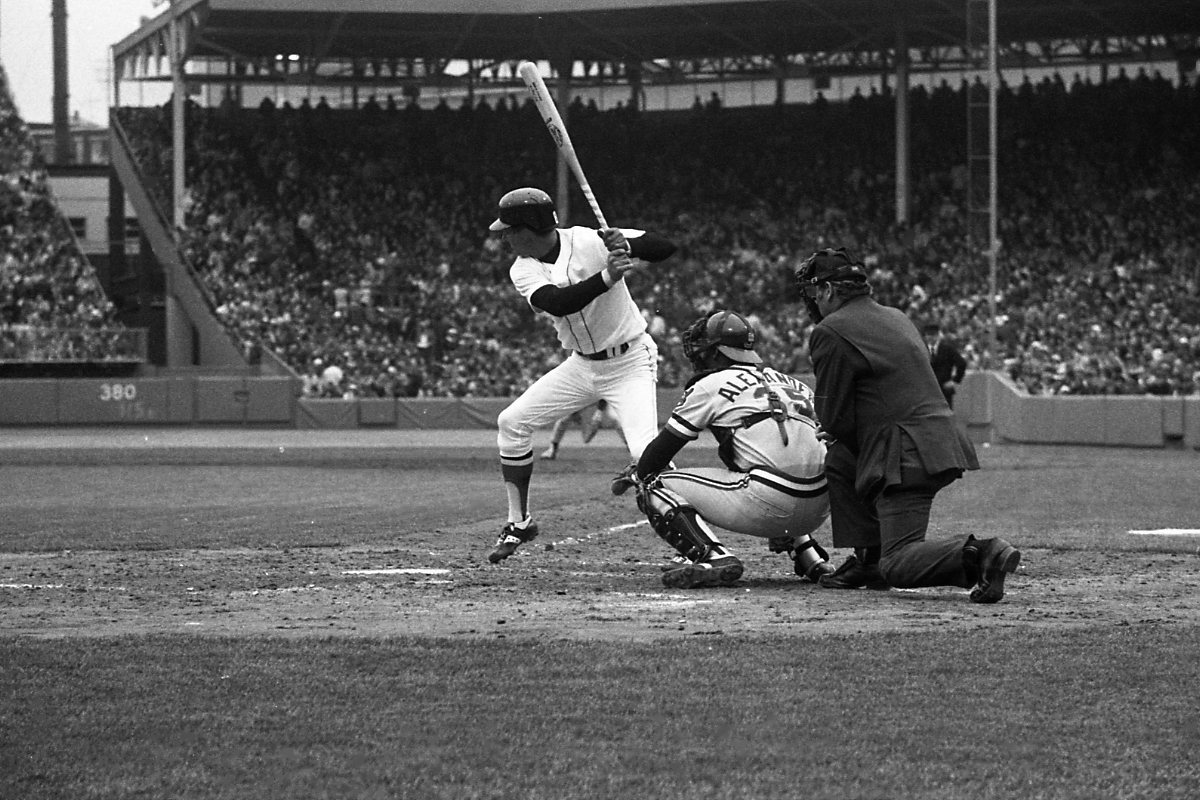
カール・ヤストレムスキー

1960年代にはカール・ヤストレムスキーが中心となってリーグの優勝争いにも加わった。しかしレッドソックスは、何故かあと一歩のところで優勝に手が届かないという悲劇を繰り返すこととなる。
1967年にカール・ヤストレムスキーが打率3割2分6厘、本塁打44本、打点112で三冠王(この後に半世紀近くこれが最後の三冠王と言われたが2012年にデトロイト・タイガースのミゲル・カブレラが45年ぶりに三冠王を達成した)に輝きこの年にリーグMVPとなり、投手のジム・ロンバーグが22勝でサイ・ヤング賞を獲得して、レッドソックスは前年の9位からこの年は快進撃を続けて21年ぶりにペナントを獲得した(この時のナインには後に来日して巨人でプレーしたレジー・スミスがいた)。しかしワールドシリーズでは、セントルイス・カージナルスと再び対戦となり1勝3敗から盛り返して3勝3敗となって、最終第7戦に中2日でエースのロンバーグ投手を登板させ、一方カージナルスも中3日でエースのボブ・ギブソン投手がマウンドに立ち、このエース対決はカージナルスに勝利の女神は微笑み、またしても涙を呑む結果となった。
1972年は開幕直後のストライキとデトロイト・タイガースの最終直接対決に敗れたことが響いて0.5ゲーム差で地区優勝を逃した。
1975年は2人の新人フレッド・リンとジム・ライスの驚異的な活躍もあって8年ぶりにペナントを獲得した。フレッド・リンは打率3割3分1厘、本塁打21本、打点105で新人王・リーグMVP・ゴールドグラブ賞に輝き（この3つのタイトルを同時に獲得したのはメジャーリーグ史上2人だけでこの年のリンと2001年のイチローのみ）、ジム・ライスも打率3割9厘、本塁打22本、打点102であった。しかし続くワールドシリーズではまたもや第7戦で敗れた。球史に残るシリーズとなったこの年のワールドシリーズは、ピート・ローズ、ジョニー・ベンチ、ケン・グリフィー、ジョー・モーガン、ジョージ・フォスターなどのビッグレッドマシンと呼ばれた強打者揃いのシンシナチ・レッズを相手に7戦のうち5試合が1点差ゲームで6試合が逆転勝利であった。そしてとりわけ第6戦は延長12回裏にレッドソックスの4番打者カールトン・フィスクがレフトポールに当たる劇的なサヨナラホームランで3勝3敗のタイに持ち込んだが結局第7戦で逆転負けを喫し、またもや涙を呑んだ。
1978年は一時2位ヤンキースに14ゲームもの大差をつけたが、故障者続出等で9月の直接対決4連戦に全敗したことも響いて、シーズン最終日に追いつかれ、ワンゲーム・プレーオフに敗れて地区優勝を逃した。

### 1980年代-1990年代
1984年に「ロケット」ことロジャー・クレメンスがメジャーデビューを果たした。そして1986年には、4月29日にMLB新記録となる1試合20奪三振を達成し、この年に、クレメンスはサイヤング賞とリーグMVPを同時受賞し、他に安打製造機ウェイド・ボッグス三塁手が首位打者をとり、ビル・バックナー一塁手が102打点を挙げる活躍で11年ぶりにリーグ優勝を遂げた。そしてニューヨーク・メッツとのワールドシリーズでは、3勝2敗で迎えた第6戦を延長10回表にデーブ・ヘンダーソンの本塁打などで2点をリードし、その裏も2人が凡退して2死走者無しであと1人で優勝という場面まで来たものの、そこからカーターとケビン・ミッチェル（後に来日してダイエー・ホークスでプレーした）がヒットで出塁し、ナイトがタイムリーヒットでカーターを返し、ここでレッドソックスは投手交代でスタンリーがマウンドへ。そのスタンリーが打者ムーキー・ウイルソンに投げた球がワイルドピッチでミッチェルが生還して同点となった。そしてカウント3-2から投げた低めの変化球でウイルソンの打った打球は一塁へボテボテの一塁ゴロ。これで延長戦と思われた瞬間、ビル・バックナー一塁手が「史上最悪のトンネル」とも呼ばれるエラーでまさかのサヨナラ負けを喫した。そして第7戦も逆転負けで、「奇跡のシリーズ」と呼ばれたこの年も手に届くところまで来ていたワールドチャンピオンを逃した。
その後、1988年・1990年・1995年に地区優勝を果たしたが、ワールドシリーズに進出できなかった。

### 2000年代
2002年にセオ・エプスタインが史上最年少となる28歳でGMに就任し、2003年のアメリカンリーグチャンピオンシップ敗退後、積極的な戦力補強を進めた。ヤンキースとのチャンピオンシップ第7戦における継投ミスを問われ、グレイディ・リトル監督が解雇され、元フィラデルフィア・フィリーズ監督のテリー・フランコーナ監督が就任する。アリゾナ・ダイヤモンドバックスからトレードでカート・シリング投手を獲得し、フリーエージェントでオークランド・アスレチックスのクローザーだったキース・フォーク投手を獲得する。また、マニー・ラミレス外野手を放出し、テキサス・レンジャーズのアレックス・ロドリゲス遊撃手を獲得する計画も進んでいたが、このトレードは選手会の反発を受け、不成立に終わる（その後ヤンキースがロドリゲスをアルフォンソ・ソリアーノ二塁手らとの交換で獲得した）。

#### 2004年：呪いが解けた年
2004年のペナントレースは4月はヤンキースとの直接対決を6勝1敗で乗り切り、アリーグ東地区を4ゲーム差をつけて首位に立つ。しかしその後チーム全体が低調となり、7月末の時点でヤンキースに10ゲーム差をつけられていた。7月末に長年チームの顔であったが、シーズン後にFAによってチームを去ることを確実視されていたノマー・ガルシアパーラ遊撃手をシカゴ・カブスに放出し、モントリオール・エクスポズからオーランド・カブレラ遊撃手、ミネソタ・ツインズからダグ・ミントケイビッチ一塁手、ロサンゼルス・ドジャースからデーブ・ロバーツ外野手らを獲得する。人気者のガルシアパーラを放出したことに非難が集中したが、のちにこれらの選手が重要な役割を果たすことになる。
8月に入るとチームは投打がかみ合い好調を維持する。結果8月は21勝7敗の好成績をあげ首位ヤンキースとのゲーム差を縮めることとなった。9月に入ってもヤンキースに追いつくことはなくアメリカンリーグ東地区2位で終わったが、勝率でワイルドカードを獲得した。
ディビジョンシリーズではアナハイム・エンゼルスを3連勝で下し、リーグチャンピオンシップシリーズは前年と同じヤンキースとレッドソックスの組み合わせとなる。カート・シリングが先発した第1戦を落とし、その上、シリングは足首の腱を断裂する怪我のため降板し、もはやシリングの再登板は絶望的とみられた。第2戦はペドロ・マルティネスが先発するが、1-3で2連敗を喫する。第3戦も落とし、0勝3敗と追い詰められる。しかし第4戦、9回裏に3-4と負けていながら、代走のデーブ・ロバーツの盗塁をきっかけにヤンキースの守護神であるマリアノ・リベラからビル・ミラーが同点打を放ち、延長戦の末にデビッド・オルティーズのサヨナラ本塁打でヤンキースを降す。第5戦も8回裏にリベラからジェイソン・バリテックの犠牲フライで同点に追いつくと、延長14回にまたもデビッド・オルティーズがサヨナラ安打。第6戦では負傷したかかとを応急手術で縫い合わせたカート・シリングが復帰し、「レッドソックス」の名前通り靴下を血で赤く染めながらの投球でヤンキース打線を封じ、最終的にレッドソックスは、MLB史上初となる3連敗から4連勝の大逆転を達成する。3連敗から4連勝しての勝ち上がりは、北米の他のプロスポーツ史上でも1942年のトロント・メープルリーフスと1975年のニューヨーク・アイランダーズと2010年のフィラデルフィア・フライヤーズ（いずれもNHL）の3例のみである。プレーオフ後、ヤンキースの監督であるジョー・トーリは、「第5戦の6回2死満塁の場面で守備がそれほど評価されていない選手（トロット・ニクソン）に好捕されたのがシリーズ（敗退）のポイントだった」と振り返った。
この年のワールドシリーズではセントルイス・カージナルスと対戦。緻密な野球を標榜するカージナルスと、細かい野球が苦手な自分達を『イディオッツ (idiots)』と呼んでいたレッドソックスとの好対照の顔合わせだったが、結果は4勝0敗でレッドソックスが1918年以来のシリーズ制覇を達成した。ポストシーズン8連勝はMLB史上初、4勝0敗でのシリーズ制覇は球団史上初であった。
そして86年もの長きに及んだこの「バンビーノの呪い」もワールドシリーズ制覇により遂に解かれることとなった。

#### 2005年 - 2006年
2005年はヤンキースタジアムでシーズン開幕を迎えた。2005年はヤンキースやオリオールズと優勝争いを繰り広げて、オリオールズはオールスター明け後脱落（最終的には負け越しの4位に終わった）、レッドソックスとヤンキースとの争いに絞られたが、終盤に追いつかれてしまい、勝率は同じだったが、前年東地区では2位だったためにワイルドカード扱いとなる。プレーオフはシカゴ・ホワイトソックスの前に敗退した。
2006年も前半は貯金20で折り返したが、その後は失速、8月上旬にヤンキースに首位を奪われると、同月18日からの本拠地での直接対決5連戦に全敗して脱落し、終盤にはトロント・ブルージェイズにも抜かれて11ゲーム差の3位だった。オフにはポスティングシステムを利用して、松坂大輔投手に対して5,111万1,111ドル11セントを提示（かつてレッドソックスにも在籍した大投手サイ・ヤングの通算勝利数511にちなむ）。独占交渉権を獲得し、松坂の入団が決まった。

#### 2007年：3年ぶりのワールドチャンピオン
2007年は、シーズン当初から首位を独走し、一時は同地区との差を10ゲーム以上引き離していた。その背景には、 抑えとなったジョナサン・パペルボンやこの年の新人王を受賞する二塁手ダスティン・ペドロイアなどの生え抜きが台頭してきたことや長年の懸念材料であったブルペンが岡島秀樹の獲得やマニー・デルカーメンなどの活躍によってMLB屈指のブルペンになったこと、三塁手マイク・ローウェルや一塁手ケビン・ユーキリスなど守備も強化されたことが挙げられる。また、クレイ・バックホルツがデビュー2戦目でノーヒットノーランを達成したという明るい話題もあった。その結果、ニューヨーク・ヤンキースの地区10連覇を阻止し、チームとしても12年ぶりの地区優勝を成し遂げ、この年のMLB最高勝率（96勝66敗）も記録した。ポストシーズンも勝負強さを発揮し、クリーブランド・インディアンスとのリーグチャンピオンシップシリーズを1勝3敗からの3連勝で逆転勝利すると、ワンゲーム・プレーオフからポストシーズンを全勝で勝ち抜いてきたコロラド・ロッキーズを4連勝で下し、3年ぶりのワールドシリーズ制覇を成し遂げた。

#### 2008年 - 2009年
2008年も地区優勝は確実と見られていたが、エースのジョシュ・ベケットや主砲のデビッド・オルティーズら主力選手の相次ぐ故障が響き、この年大躍進を遂げたタンパベイ・レイズにかわされ、地区2位となった。シーズン途中には癌（悪性リンパ腫）を克服したジョン・レスターがノーヒットノーランを達成し、大きな称賛を浴びている。結局ワイルドカードは獲得したものの、続くプレーオフでもレイズに敗れてこのシーズンを終えた。なお、同年末のストーブリーグでは、12月4日に田沢純一がメジャー契約を果たしている。この契約は、日本プロ野球への所属も経ず、さらにマイナー契約も経ずにメジャー契約となった日本人選手初のケースとなった。
2009年は大補強を施したヤンキース、前年リーグ優勝のレイズとの三つ巴の争いとなった。7月頃には一時首位を保持していたものの、オールスター明けにヤンキースに首位を奪われるとそのままヤンキースの独走を許し、2年連続でワイルドカード獲得の地区2位となった。プレーオフでは前年勝利したロサンゼルス・エンゼルスと再び対戦したが、0勝3敗で敗れた。

### 2010年代
2010年は、ジャコビー・エルズベリーをはじめ怪我人の続出で、地区3位に終わった。この年限りでマイク・ローウェルは引退した。
2011年は、オフシーズンにサンディエゴ・パドレスの主砲一塁手エイドリアン・ゴンザレス及びレイズの外野手カール・クロフォードを獲得し、打線がより一層強化され、前年とは大きく異なって、開幕から絶好調であり、単独地区1位になっていた。そして、オールスター後はヤンキースと地区1位を争い、更に、8月にオークランド・アスレチックスからトレードで外野手コナー・ジャクソンを獲得し、地区優勝に勢いをかけた。また、先発投手陣の不振を補うため、ヤンキースの黒田博樹をトレードで獲得しようと交渉していたが、当時の黒田の契約にはノートレード条項あったために果たせなかった。9月以降に大失速し、ヤンキースに地区1位を奪われ、ワイルドカードもレイズに奪われ、最終的には、前年同様地区3位でシーズンを終えた。9月30日には、テリー・フランコーナ監督が辞任した。更に10月にはセオ・エプスタインGMの辞任も発表され、86年ぶりの世界一をもたらした体制が一新されることになった。なおエプスタインの後任に彼の腹心だったベン・チェリントンが就任した。また、ジョナサン・パペルボンがFAとなって去ったため、アスレチックスの抑えアンドリュー・ベイリーを獲得した。
2012年、ボビー・バレンタインが監督を招聘。しかしチームは低迷、バレンタインと主力選手の間にも軋轢が生じ、6月24日にケビン・ユーキリス、8月25日にジョシュ・ベケット、エイドリアン・ゴンザレス、外野手カール・クロフォード、内（外）野手ニック・プントがトレードで放出された。また前半戦は、ジャコビー・エルズベリー、ダスティン・ペドロイア、アンドリュー・ベイリー、後半戦はデビッド・オルティーズがDL入りするなど怪我人も多かった。その結果、69勝93敗で地区最下位に沈み、バレンタイン監督も解任された。松坂もこの年限りで自由契約となった。
シーズンオフは、10月20日に新監督ジョン・ファレルをトレードで獲得した。戦力補強においては、レンジャーズからFAとなった一塁手マイク・ナポリ、ドジャースから外野手シェーン・ビクトリーノ、アスレチックスから遊撃手スティーブン・ドリューと外野手ジョニー・ゴームス、マリナーズからも外野手マイク・カープを獲得した。投手については、松坂と入れ替える形で黒田の獲得を再度試みるが、黒田がヤンキースと再契約したためにまたしても果たせなかった。しかし、ピッツバーグ・パイレーツのクローザージョエル・ハンラハンや、レンジャーズからFAとなったライアン・デンプスターと上原浩治を獲得し、投手陣を揃えた。

#### 2013年：6年ぶりのワールドチャンピオンとBoston Strong
2013年、開幕直後の2013年4月15日、ボストンマラソン爆弾テロ事件が起き、ボストンに暗い影を落とした。しかしながら、チームは「Boston Strong」を掲げ、上述の新加入組に加え、オルティーズ、外野手エルズベリーおよびダニエル・ナバ、二塁手ペドロイア、捕手ジャロッド・サルタラマッキアらの連綿と続く打線の爆発、投手陣もクレイ・バックホルツ、ジョン・レスターに加え、前年に手術でシーズンを棒に振ったジョン・ラッキーも再生し、開幕前の最下位予想を覆して、東地区1位を快走した。
5月から6月にかけては、無敗のバックホルツおよびクローザーのハンラハン、ベイリーが相次いで怪我により長期離脱、投手陣が崩壊の危機に晒されたが、ブルペンの田澤純一、5月にチームに合流した左腕クレイグ・ブレスロウ、そして6月27日以降クローザーとして圧倒的な成績（防御率1.09、WHIP0.565、連続アウト37人、連続27試合無失点）を残した上原浩治らの活躍により危機を脱出、更に7月30日、絶好調であった新人遊撃手ホセ・イグレシアスを三角トレードで放出、ホワイトソックスのエース、ジェイク・ピービーを獲得し投手陣を整えた。また、後半戦は投手フェリックス・ドゥブロン、三塁手ウィル・ミドルブルックス、遊撃手ザンダー・ボガーツらの若手も活躍。7月末・8月末と、何度も首位に迫ったタンパベイ・レイズを9月には9.5ゲーム差まで突き放し、6年ぶりの東地区優勝をリーグ最多勝利（97勝65敗）で飾った。
ポストシーズンも粘り強い打線と強力なリリーフ陣で相手チームを圧倒、ワンゲームプレイオフとワイルドカードゲームを勝ち抜いたタンパベイ・レイズを3勝1敗、中地区王者デトロイト・タイガースを4勝2敗で破りアメリカンリーグ優勝、そしてア・リーグとナ・リーグの最高勝率同士の戦いとなったカージナルスとのワールドシリーズを第6戦で制し、95年ぶりに本拠地フェンウェイ・パークでのワールドシリーズ優勝を果たした（2004年、2007年は敵地で世界一）。前年地区最下位からのワールドシリーズ制覇は1991年ミネソタ・ツインズ以来、22年ぶり2チーム目であった。3度目の戴冠となったデビッド・オルティーズは、2013年のチームについて「2004年・2007年ほどの爆発力や才能を持つチームでは無かったけれど、ハートの強いやつらばかりだった。自分が出場した中で最も特別なワールドシリーズだったかもしれない。」と述べた。

#### 2014年 - 2017年
連覇を目指した2014年は、ジャロッド・サルタラマッキアがマーリンズへ、ジャコビー・エルズベリーが縁りによって伝統の一戦のライバルであるヤンキースへそれぞれ移籍。ワールドチャンピオンを支えた主力の移籍や既存の戦力（ナポリやペドロイア）の怪我や不振で、リーグ最多の145通りのバッティングオーダーを組まなければならない程、得点力が低下しリーグ最下位の2割3分2厘にまで低下し5月の16日から26日にかけて1994年以来の10連敗も経験した。シーズン途中にトレードなどでジョン・レスター、ジョニー・ゴームス、ジェイク・ピービー、ジョン・ラッキー、スティーブン・ドリュー、フェリックス・ドゥブロン、マイク・カープを放出した。ここ3年間で2度目の地区最下位に終わった。
2015年も低迷し、シーズン途中にトレードなどでエドワード・ムヒカ、ダニエル・ナバ、シェーン・ビクトリーノ、マイク・ナポリを放出した。
2016年は前回世界一の2013年以来、3年ぶりの東地区優勝を飾ったものの、ディビジョンシリーズで2004年から2011年まで率いたフランコーナ擁するインディアンスに3連敗を喫して敗退した。特に第1戦の5回に登場したミラーが好投し、第3戦に値千金のホームランを放ったクリスプという元チームメイトの選手に竹箆返しを喰らい、長年主砲として活躍したデビッド・オルティーズが引退し、背番号34が2017年より永久欠番となることが発表されたが、皮肉にもそのオルティーズがポストシーズンで9打数1安打と絶不調だった。
2017年も2年連続の東地区優勝を果たしたが、ディビジョンシリーズでヒューストン・アストロズに1勝3敗で敗退となり、10月11日にはファレル監督の解任が発表された。10月22日に2018年シーズンよりアレックス・コーラが監督に就任することが発表された。

#### 2018年：5年ぶりのワールドチャンピオン
2018年6月28日にサンティアゴ・エスピナルとのトレードで、トロント・ブルージェイズからスティーブ・ピアースを獲得した。7月25日にジャレン・ビークスとのトレードで、タンパベイ・レイズからネイサン・イオバルディを獲得した。7月31日にウィリアムズ・ヘレス、タイ・バトリーとのトレードで、ロサンゼルス・エンゼルスからイアン・キンズラーを獲得した。両リーグを通じて最高勝率を記録していたレッドソックスは、9月20日に今季のレギュラーシーズン9試合を残して、ニューヨーク・ヤンキースに勝利し、104勝49敗という圧倒的な強さでア・リーグ東地区の3連覇を達成した。また、10月8日のニューヨーク・ヤンキース戦（地区シリーズ）では、ブロック・ホルトがポストシーズン史上初のサイクル安打を記録した。昨年チャンピオンのヒューストン・アストロズとの対戦となったリーグチャンピオンシップシリーズでは、初戦黒星の後4連勝、4勝1敗で5年ぶりのリーグ優勝、ワールドシリーズ進出を決めた。リーグチャンピオンシップシリーズのMVPにはジャッキー・ブラッドリー・ジュニアが選ばれた。ワールドシリーズでは、1916年にドジャースの前身であるブルックリン・ロビンスが対戦して以来のロサンゼルス・ドジャースとの102年ぶり2度目の対戦となった。レッドソックスのアレックス・コーラ監督とドジャースのデーブ・ロバーツ監督はいずれも現役時代にこの両チームに所属しており、両監督が両チームでプレー経験のある球団同士のワールドシリーズ対戦も史上初となった。第1戦、第2戦とホームで連勝し、敵地へ移動した第3戦では、ワールドシリーズ史上最長となる延長18回、7時間20分の激闘となったが、サヨナラ負けとなった。しかし、第4戦では4点差を返す驚異の逆転劇を演じ、9-6で勝利。優勝へ王手をかけた第5戦で5-1でドジャースを下し、4勝1敗で2013年以来5年ぶり9度目のワールドシリーズ優勝を果たした。レッドソックスはレギュラーシーズン108勝とポストシーズンを合わせ119勝を記録。1998年ヤンキース（125勝）、2001年マリナーズ（120勝）に次ぐ歴代3位。アレックス・コーラ監督の就任1年目での世界一達成は2001年ダイヤモンドバックスのボブ・ブレンリー監督以来史上5人目。プエルトリコ出身監督では史上初の世界一。ワールドシリーズMVPに輝いたスティーブ・ピアースは、2009年ワールドシリーズのMVP松井秀喜以来となる35歳以上でポストシーズン8打点を記録。途中加入の選手がMVPに選出されたのは49年ぶり2人目となった。

#### 2019年：上位のチームに大きく負け越し
2019年は1915年～1916年以来の連覇を目指したが、開幕直後の10試合で2勝8敗と大きく出遅れた。7月27日の時点で59勝47敗と立て直し、順位も2位まで押し上げたが、翌日から今季ワーストの8連敗。宿敵ニューヨーク・ヤンキースの独走を許し、9月20日のタンパベイ・レイズ戦に敗れ、レッドソックスのポストシーズン進出が消滅。すでにア・リーグ東地区4連覇を逃していたチームは、ワールドシリーズ連覇の夢も逃し、レイズの後塵を拝した。

### 2020年代

#### サイン盗み問題
2020年1月7日、スポーツ専門サイト「ジ・アスレチック」がワールドシリーズを制した2018年のレギュラーシーズンで映像機器を使ってサイン盗みをしていたと伝えた。1月14日に2017年にアストロズのコーチを務め、サイン盗みに主導的役割を担っていた疑惑が持ち上がったアレックス・コーラ監督を解任したことを発表。球団は17年にもニューヨーク・ヤンキースに対してサインを盗むため電子機器を使っていたとして罰金を科せられ、MLBに再発防止を確約したにもかかわらず疑惑が浮上したため、事実なら厳罰が与えられると考えられていた。しかしながら、MLBは4月22日に15ページに及ぶ調査結果を報告し、サイン盗みを事実と断定したが、処分はビデオ判定システム担当者・ワトキンスの今季の業務停止と来季の同職禁止、20年のドラフト２巡目指名権剥奪のみに終わった。今年のドラフトは規模が縮小される可能性が高く、コミッショナーのロブ・マンフレッド（英語版）は指名権を1つ剥奪するだけでも十分な効果があるとしている。MLBの声明発表直後に、球団社長名義で謝罪声明を出した。また、前監督のアレックス・コーラにも1年間の職務停止処分が科されたが、これは2017年のアストロズの不正なサイン盗みにベンチコーチとして関わっていたことに対する処分である。同日にサイン盗みに関する処分が発表されるまで暫定監督となっていたロン・レニキーが正式に第48代監督に就任したことを発表した。

#### 再建の始まり
2月10日にムーキー・ベッツとデビッド・プライスを放出し、アレックス・ベルドゥーゴ、ジーター・ダウンズ、コナー・ウォンを獲得する大型トレードが行われた。3月24日、マイナー選手のCOVID-19感染が発覚し、フロリダ州フォートマイヤーズにあるキャンプ地の球団施設が2週間封鎖された。
シーズンはCOVID-19の影響で例年より少ない60試合での開催となったが24勝36敗と低迷し2015年以来のア・リーグ東地区最下位だった。また、レギュラーシーズン最終戦を前にロン・レニキーとは2021年シーズン契約をしないことが発表された。オフの11月6日にレッドソックスの新監督にサイン盗み問題で解任されていたアレックス・コーラが復帰することを発表した。
2021はシーズン開幕前の1月25日にライバルのヤンキースとトレードでアダム・オッタビーノを獲得した。
シーズンでは4月1日に予定されていたオリオールズとの開幕戦が雨天により翌日に延期となった。シーズンでは開幕こそ不調だったが、連勝するなどし、5月7日にアスレチックスと共にMLB最速でシーズン20勝を記録した。7月30日にツインズからトレードでハンセル・ロブレスを獲得した。8月15日にブルワーズからウェイバーを経てショウを復帰させた。9月2日にチームからボビー・ダルベックが8月のルーキー・オブ・ザ・マンスを受賞した。シーズン終盤にはレイズ、ヤンキース、ブルージェイズと四つ巴の地区争いが起きた。レイズが優勝を決め、今度はワイルドカードでのポストシーズン進出を目指すことになった。ここでは同地区のヤンキース、ブルージェイズに加え、西地区のマリナーズも交えた四つ巴のポストシーズン争いが起きたが、最終戦に勝利し、ワイルドカード2位でポストシーズン進出が決まった。ワイルドカード1位のヤンキースとのワイルドカードゲームに勝利し、同地区レイズとのALDSへ進出した。ここでも勝利し、西地区優勝チームのアストロズとのALCSへ進出したが、4勝2敗で敗れて、敗退となった。
オフの11月3日にチームからオッタビーノ、ロブレス、ロドリゲス、サンタナ、ショウがFAとなった。11月27日にメッツからFAとなっていたマイケル・ワカと単年契約を結んだ。
2022は2020年以来2年ぶりの東地区最下位に終わったことで大型補強を敢行する。ドジャースからクリス・マーティンを、メッツからジョエリー・ロドリゲスを、オリックス・バファローズから吉田正尚を、ブレーブスからケンリー・ジャンセンを獲得した。

## ヤンキースとレッドソックス
レッドソックスとヤンキースは長年のライバル関係にあり、数々の名勝負が繰り広げられてきた。このカードは伝統の一戦と呼ばれる事もある。
- 1904年、アメリカンズ（当時のレッドソックスの名称）とハイランダーズ（当時のヤンキースの名称）によるシーズン最終戦で、ハイランダーズのジャック・チェスブロ投手がサヨナラ暴投し、アメリカンズがリーグ連覇を成し遂げた。
- 1949年のシーズン最終戦でヤンキースと同率首位決戦を行った末、ヤンキースに敗退しリーグ優勝を奪われた。ヤンキースはその後ドジャースを下し、ワールドチャンピオンに輝いている。
- 1978年、レッドソックスが首位を独走していたが、2位ヤンキースが終盤に猛追。最終的に同率首位となり、1ゲームプレーオフを実施。試合はバッキー・デントの本塁打によってヤンキースが逆転勝利し、ヤンキースが優勝。最大14ゲーム差をひっくり返されることとなった。
- 2003年、地区優勝争いでヤンキースに敗れたが、ワイルドカードでプレーオフに進出した。しかし、アメリカンリーグ優勝決定戦で、またしてもヤンキースに激戦の末敗退した。
- 2004年も、前年同様に地区優勝争いでヤンキースに敗れ、ワイルドカードでプレーオフに進出した。リーグ優勝決定戦で、ヤンキースに3連敗しながら4連勝する大激戦を演じてリーグ優勝を決めた。その後、ワールドシリーズでもセントルイス・カージナルスに圧倒的な勢いで4連勝し、1918年以来86年ぶりのワールドシリーズ優勝を果たした。

- 2005年シーズン開幕戦、ヤンキースタジアムで「バンビーノの呪いは解けたのではなく、86年に一度しか優勝できなくなるものだ」と皮肉り、ヤンキースファンによって“2004＋86＝2090”（次の優勝は2090年以後だ）と書かれたプラカードが見受けられた。しかし3年後の2007年にナ・リーグ優勝チームのコロラド・ロッキーズと対戦し、4連勝でワールドシリーズを制覇したことから、「バンビーノの呪い」が完全にとかれた事を証明する形となった。対するボストンはヤンキースが球界最高年俸のアレックス・ロドリゲスを擁してワールドシリーズを全く制覇できないことから「Aロッドの呪い」として揶揄したが2009年にヤンキースがワールドチャンピオンになり、ロドリゲス自身も大活躍した。

どちらのチームもMLB屈指の人気を誇り、贅潤な資金で数々のスター選手を揃える。2007年シーズンのヤンキースとレッドソックスの年俸総額はそれぞれ2億770万ドルと1億6310万ドルで、MLB1位と2位である。コミッショナーに収めるぜいたく税（課徴金）はヤンキースが2388万ドル、レッドソックスが606万ドルにのぼる。
日本ではヤンキースが最も人気のあるチームと報道されることが多い。確かに観客動員数ではヤンキースが上回っているが、それはヤンキースの本拠地ヤンキー・スタジアムの収容人数57,545人に対して、レッドソックスの本拠地フェンウェイ・パークは38,805人しか収容できないためである（客席を増やすための改築が現在進行中）。フェンウェイ・パークは入場券の平均価格が2006年春現在、46.46ドル（約5,500円）と9年連続30球団最高であるにもかかわらず456試合連続満員札止め状態（2008年9月8日時点、2003年5月15日から完売が続いている）が続き、またビジターゲームでの観客動員はレッドソックスが1位である。そのため、アメリカではMLBで最も人気のある球団はレッドソックスだといわれている。ファンは全米一熱狂的といわれ、2004年のワールドシリーズでは、女子学生が死亡するという事態にまで発展した。
ベーブ・ルースの移籍以来、両チーム間の選手の移籍は禁忌とされ、特にレッドソックスからヤンキースへの移籍はファンから激しい非難を受ける。近年ではジョニー・デイモンがヤンキースに移籍した際に、フェンウェイ・パークで激しいブーイングを浴びた（他にはウェイド・ボッグス、ブルージェイズを経由したロジャー・クレメンス、ジャコビー・エルズベリーなど）。また、両チームとも資金豊富なことから、選手の争奪戦も激しいものがある。「悪の帝国」発言の発端となったホセ・コントレラスや松坂大輔のように、毎年選手の争奪戦が繰り広げられる。

### レッドソックスからヤンキースに移籍した主な選手
- カール・メイズ
- ベーブ・ルース
- ウェイド・ボッグス
- ラミロ・メンドーサ
- アラン・エンブリー
- マーク・ベルホーン
- ジョニー・デイモン
- ケビン・キャッシュ
- グスタボ・モリーナ
- ジャスティン・トーマス
- アルフレド・アセベス
- ダーネル・マクドナルド
- ジャコビー・エルズベリー
- マット・ソーントン
- スティーブン・ドリュー
- トミー・レイン
- ルイス・ティアント
- ボブ・ワトソン
- ウェイト・ホイト
- ハーブ・ペノック
- レッド・ラフィング
- スパーキー・ライル
- アレックス・ベルドゥーゴ (トレード)

## 海外遠征
2008年にアスレチックスと日本の東京都にある東京ドームで開幕戦を開催した。

## 選手名鑑

### アメリカ野球殿堂表彰者

#### 選手
- ルイス・アパリシオ (Luis Aparicio)
- エイドリアン・ベルトレ (Adrián Beltré)
- ウェイド・ボッグス (Wade Boggs)
- ルー・ブードロー (Lou Boudreau)
- ジェシー・バーケット (Jesse Burkett)
- オーランド・セペダ (Orlando Cepeda)
- ジャック・チェスブロ (Jack Chesbro)
- ジミー・コリンズ (Jimmy Collins)
- ジョー・クローニン (Joe Cronin)
- アンドレ・ドーソン (Andre Dawson)
- ボビー・ドーア (Bobby Doerr)
- デニス・エカーズリー (Dennis Eckersley)
- リック・フェレル (Rick Ferrell)
- カールトン・フィスク (Carlton Fisk)
- ジミー・フォックス (Jimmie Foxx)
- レフティ・グローブ (Lefty Grove)
- ハリー・フーパー (Harry Hooper)
- ウェイト・ホイト (Waite Hoyt)

- ファーガソン・ジェンキンス (Ferguson Jenkins)
- ジョージ・ケル (George Kell)
- ヘイニー・マナシュ (Heinie Manush)
- フアン・マリシャル (Juan Marichal)
- ペドロ・マルティネス (Pedro Martinez)
- ハーブ・ペノック (Herb Pennock)
- トニー・ペレス (Tony Perez)
- ジム・ライス (Jim Rice)
- レッド・ラフィング (Red Ruffing)
- ベーブ・ルース (Babe Ruth)
- トム・シーバー (Tom Seaver)
- アル・シモンズ (Al Simmons)
- リー・スミス (Lee Smith)
- ジョン・スモルツ (John Smoltz)
- トリス・スピーカー (Tris Speaker)
- ビリー・ワグナー (Billy Wagner)
- テッド・ウィリアムズ (Ted Williams)
- カール・ヤストレムスキー (Carl Yastrzemski)
- サイ・ヤング (Cy Young)

#### 球団経営者他
- トム・ヨーキー (Tom Yawkey)

### 永久欠番

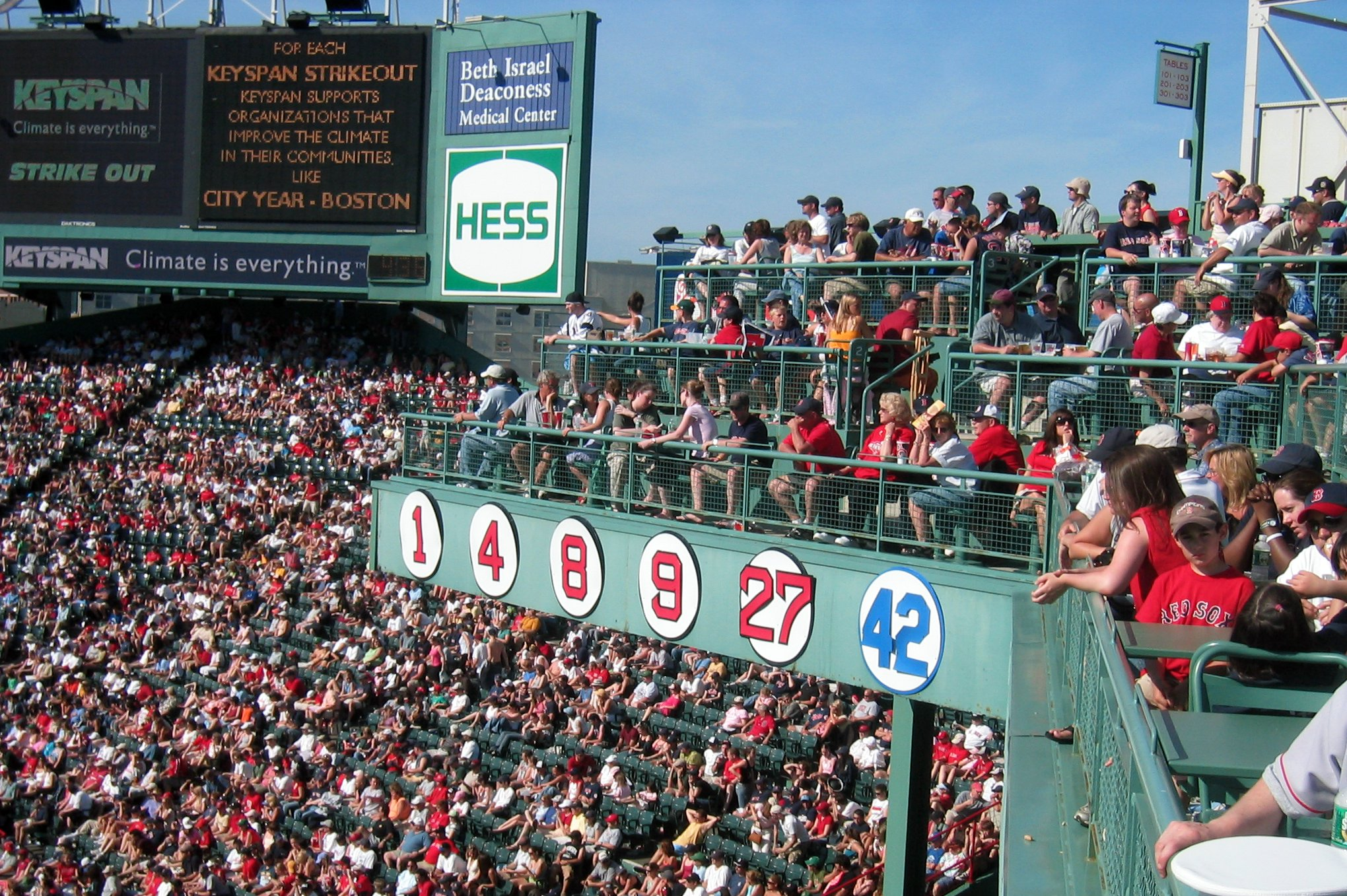
フェンウェイ・パークに掲げられているレッドソックスの永久欠番

レッドソックスには永久欠番に関する規定が存在する。
- レッドソックスに10年以上在籍

以前は、「レッドソックスでキャリアを終結した」および「アメリカ野球殿堂入り」という条件も存在していたが、2000年、シカゴ・ホワイトソックスでキャリアを終え、同年殿堂入りを果たしたカールトン・フィスクの背番号『27』が永久欠番に指定され、キャリア終結条件が廃止された。また、2008年、殿堂入りしていないジョニー・ペスキーの背番号『6』が永久欠番に指定されたことにより、殿堂入り条件も廃止された。
| 番号 | 選手                                        | ポジション       | 備考                 |
| ---- | ------------------------------------------- | ---------------- | -------------------- |
| 1    | ボビー・ドーア (Bobby Doerr)                | 二塁手           | 1988年指定           |
| 4    | ジョー・クローニン (Joe Cronin)             | 遊撃手・監督     | 1984年指定           |
| 6    | ジョニー・ペスキー (Johnny Pesky)           | 内野手           | 2008年指定           |
| 8    | カール・ヤストレムスキー (Carl Yastrzemski) | 外野手           | 1989年指定           |
| 9    | テッド・ウィリアムズ (Ted Williams)         | 外野手           | 1984年指定           |
| 14   | ジム・ライス (Jim Rice)                     | 外野手・指名打者 | 2009年指定           |
| 26   | ウェイド・ボッグス (Wade Boggs)             | 三塁手           | 2016年指定           |
| 27   | カールトン・フィスク (Carlton Fisk)         | 捕手             | 2000年指定           |
| 34   | デビッド・オルティーズ (David Ortiz)        | 指名打者・一塁手 | 2017年指定           |
| 42   | ジャッキー・ロビンソン (Jackie Robinson)    | 二塁手           | 全球団共通の永久欠番 |
| 45   | ペドロ・マルティネス (Pedro Martinez)       | 投手             | 2015年指定           |

意図的に使用されていない番号
- 15 - ダスティン・ペドロイア
- 21 - ロジャー・クレメンス
- 33 - ジェイソン・バリテック
- 49 - ティム・ウェイクフィールド

### キャプテン
- ジミー・コリンズ (1901-1905)
- チック・スタル (1906)
- ボブ・アングローブ (1907)
- ディーコン・マグワイア (1908)
- ドク・ゲスラー (1909)
- ロード・ハリー (1910)
- ヘイニー・ワグナー (1911,1913-1914)
- ジェイク・スタール (1912)
- ジャック・バリー (1915-1917)
- ディック・ホビットゼル (1918)
- ハリー・フーパー (1919-1920)
- エベレット・スコット (1921)
- デル・プラット (1922)
- ジョージ・バーンズ (1923)
- マイク・メノスキー (1923)
- ジミー・フォックス (1940-1942)
- カール・ヤストレムスキー (1966,1969-1983)
- ジム・ライス (1985-1989)
- ジェイソン・バリテック (2005-2011)

### 歴代所属日本人選手
- 53・18 大家友和（1999 - 2001）
- 11 野茂英雄（2001）
- 37 岡島秀樹（2007 - 2011）
- 18 松坂大輔（2007 - 2012）
- 24 斎藤隆（2009）
- 63・36 田澤純一（2009、2011 - 2016）
- 19 上原浩治（2013 - 2016）
- 19・18 澤村拓一（2021 - 2022）
- 7 吉田正尚（2023 - ）
- 39 上沢直之（2024）

## ボストン・レッドソックス殿堂

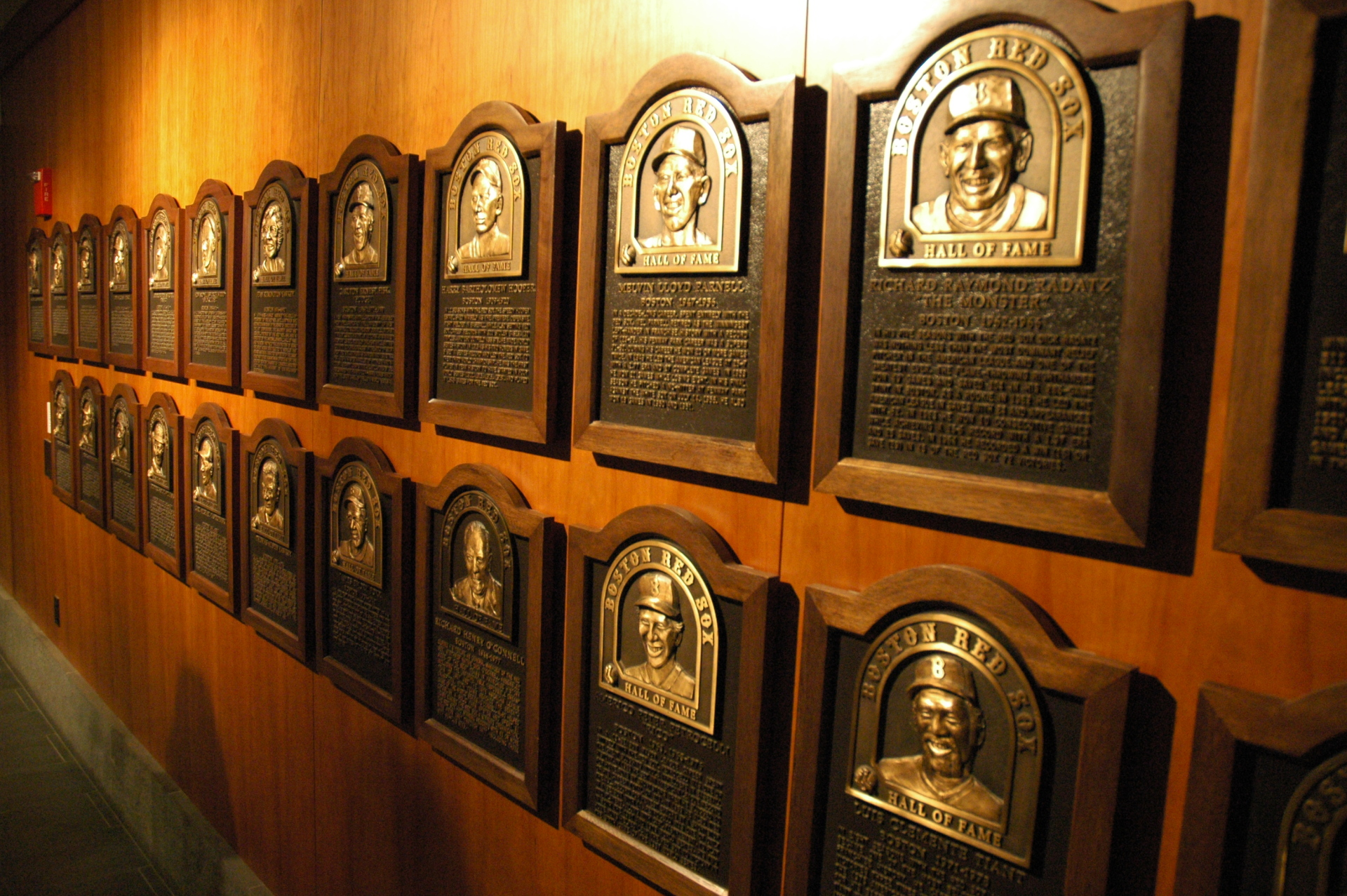
ボストン・レッドソックス殿堂

ボストン・レッドソックス殿堂 (Boston Red Sox Hall of Fame) は少なくとも3シーズンをレッドソックスで過ごし、引退してから3年以上が経過している選手が対象となる。ユニフォームを着用しない球団職員経験者に関しては満場一致が殿堂入りの条件となる。

### 殿堂入り表彰者
ボストン・レッドソックス殿堂は1995年に設立され、2019年度の選考が終わった時点で96人が選出されている。1995年の選出メンバーのうち16人は殿堂が出来る前にアメリカ野球殿堂で表彰を受けており、自動的に殿堂入りが認められた。太字はアメリカ野球殿堂入りも果たした人物。
- エディ・コリンズ（1995年）
- ジミー・コリンズ（1995年）
- ジョー・クローニン（1995年）
- ボビー・ドーア（1995年）
- ジミー・フォックス（1995年）
- レフティ・グローブ（1995年）
- ハリー・フーパー（1995年）
- リック・フェレル（1995年）
- ハーブ・ペノック（1995年）
- レッド・ラフィング（1995年）
- ベーブ・ルース（1995年）
- トリス・スピーカー（1995年）
- テッド・ウィリアムズ（1995年）
- カール・ヤストレムスキー（1995年）
- トム・ヨーキー（1995年）
- サイ・ヤング（1995年）
- トニー・コニグリアロ（1995年）
- ドム・ディマジオ（1995年）
- フランク・マルゾーン（英語版）（1995年）
- ジョニー・ペスキー（1995年）
- ジム・ライス（1995年）
- スモーキー・ジョー・ウッド（1995年）
- ジーン・R・ヨーキー（英語版）（1995年）
- カールトン・フィスク（1997年）
- ディック・オコンネル（英語版）（1997年）
- メル・パーネル（英語版）（1997年）
- リコ・ペトロセリ（1997年）
- ディック・ラディッツ（英語版）（1997年）
- ルイス・ティアント（1997年）
- カート・ガウディ（英語版）（2000年）
- ケン·コールマン（英語版）（2000年）
- ドワイト・エバンス（2000年）
- ラリー・ガードナー（英語版）（2000年）

- ジャッキー・ジェンセン（2000年）
- ネッド・マーティン（英語版）（2000年）
- ビル・マンボウクエッター（英語版）（2000年）
- レジー・スミス（2000年）
- ボブ・スタンリー（英語版）（2000年）
- リック・バールソン（2002年）
- デーブ・フェリス（英語版）（2002年）
- ルー・ゴーマン（英語版）（2002年）
- ジョン・ハリントン（英語版）（2002年）
- テックス・ヒューソン（英語版）（2002年）
- ダフィー・ルイス（2002年）
- ジム・ロンボーグ（2002年）
- フレッド・リン（2002年）
- ウェイド・ボッグス（2004年）
- ビル・カーリガン（英語版）（2004年）
- デニス・エカーズリー（2004年）
- ビリー・グッドマン（英語版）（2004年）
- ブルース・ハースト（2004年）
- ベン・モンダー（2004年）
- ピート・ラネルズ（英語版）（2004年）
- ヘイウッド・サリバン（英語版）（2004年）
- ディック・ブレッシアーニ（英語版）（2006年）
- エリス・カインダー（英語版）（2006年）
- ジョー・モーガン（英語版）（2006年）
- ジェリー・レミー（英語版）（2006年）
- ジョージ・スコット（2006年）
- バーン・スティーブンス（英語版）（2006年）
- ディック・ウィリアムズ（2006年）
- ジョージ・J・ディグビー（英語版）（2008年）
- ウェス・フェレル（2008年）
- マイク・グリーンウェル（2008年）

- エドワード・F・ケニー・シニア（英語版）（2008年）
- ビル・リー（2008年）
- エベレット・スコット（2008年）
- フランク・サリバン（英語版）（2008年）
- モー・ボーン（2008年）
- ジョン・バレンティン（英語版）（2010年）
- ドン・ジマー（2010年）
- トミー・ハーパー（2010年）
- エディ・カスコ（英語版）（2010年）
- ジミー・ピアソール（2010年）
- マーティー・バレット（2012年）
- エリス・バークス（2012年）
- ジョー・ドブソン（英語版）（2012年）
- ダッチ・レナード（2012年）
- ジョン・ムーニー（英語版）（2012年）
- カート・シリング（2012年）
- ジョン・I・テイラー（英語版）（2012年）
- ロジャー・クレメンス（2014年）
- ペドロ・マルティネス（2014年）
- ノマー・ガルシアパーラ（2014年）
- アイラ・フラッグステッド（英語版）（2016年）
- ラリー・ルキーノ（2016年）
- ジェイソン・バリテック（2016年）
- ティム・ウェイクフィールド（2016年）
- バック・フリーマン（英語版）（2018年）
- パンプシー・グリーン（2018年）
- デレク・ロウ（2018年）
- マイク・ローウェル（2018年）
- ケビン・ユーキリス（2018年）
- ビル・ディニーン（英語版）（2019年）
- ダン・デュケット（英語版）（2019年）
- リッチ・ゲドマン（2019年）
- デビッド・オルティーズ（2019年）
- マニー・ラミレス（2019年）

## 傘下マイナーチーム
| クラス | チーム                                                                        | 参加リーグ                                            | 提携   | 本拠地                                                                                |
| ------ | ----------------------------------------------------------------------------- | ----------------------------------------------------- | ------ | ------------------------------------------------------------------------------------- |
| AAA    | ウースター・レッドソックス Worcester Red Sox                                  | インターナショナルリーグ International League         | 1970年 | マサチューセッツ州ウースター ポーラー・パーク                                         |
| AA     | ポートランド・シードッグス Portland Sea Dogs                                  | イースタンリーグ Eastern League                       | 2003年 | メイン州ポートランド ハドロック・フィールド                                           |
| High-A | グリーンビル・ドライブ Greenville Drive                                       | サウス・アトランティックリーグ South Atlantic League  | 2005年 | サウスカロライナ州グリーンビル フルアー・フィールド                                   |
| Low-A  | セイラム・レッドソックス Salem Red Sox                                        | カロライナリーグ Carolina League                      | 2009年 | バージニア州セイラム セイラム・メモリアル・ボールパーク                               |
| Rookie | フロリダ・コンプレックスリーグ・レッドソックス Florida Complex League Red Sox | フロリダ・コンプレックスリーグ Florida Complex League | 1989年 | フロリダ州フォートマイヤーズ シティ・オブ・プラムス・ボールパーク                     |
| Rookie | ドミニカン・サマーリーグ・レッドソックス Dominican Summer League Red Sox      | ドミニカン・サマーリーグ Dominican Summer League      | 1989年 | ドミニカ共和国サントドミンゴ ザ・レッドソックス・ドミニカン・ベースボール・アカデミー |

- ポートランド・シードッグス のホーム球場であるハドロック・フィールドは、レッドソックスのホーム球場であるフェンウェイ・パークと造りが似ている。レフトには、フェンウェイ・パークの「グリーンモンスター」と全く同じ高さの約11.3メートルの「メーンモンスター」がある。

## 公式応援歌
- 「Tessie」- ドロップキック・マーフィーズ

ドロップキック・マーフィーズが歌う「Tessie」がチームの公式応援歌となっている。この曲自体は1902年初演のブロードウェーミュージカル「銀のスリッパ（The Silver Slipper）」の劇中歌だった。1903年にアメリカンズが初めてワールドシリーズを制覇した時にチームの私設ファンクラブ「ロイヤル・ルーターズ」がこの曲を歌ったこと（この経緯はドロップキック・マーフィーズ版の冒頭でも触れられている）が「Tessie」とレッドソックスの関係の始まりである。
ドロップキック・マーフィーズはボストンを拠点に活動しており、メンバー全員がレッドソックスのファンだが、この曲自体はレッドソックスに依頼されて歌ったものではない。そもそもは、2004年6月に先述の経緯で「Tessie」が歌われ始めてから100周年を記念したトリビュートソング（カバーではないのでテンポや後述の様に歌詞の一部が異なる）として発表したものだった。
ところがこの年、レッドソックスが86年振りにワールドチャンピオンになり、初めて歌った「ロイヤル・ルーターズ」が再び「Tessie」を歌ったことで一気にこの曲に注目が集まった。そしてこの曲とレッドソックスとの歴史的な背景もあってドロップキック・マーフィーズ版が公式の応援歌に制定された。
尚、ドロップキック・マーフィーズ版は原曲と歌詞が変わっている。以下がその例である
"Don't blame us if we ever doubt you.
 You know we couldn't live without you. 
Red Sox, you are the only only only"
（どんなにお前を疑おうとも、非難しないでおくれ。
知ってるだろ、俺たちがお前なしでは生きられないことを。
俺たちには、レッドソックスしかないのだから…）
これはサビの一部である。「レッドソックス」の部分は原曲では「Tessie」となっている。
また、サビで何度も登場する"Nuf Ced"は1903年当時のロイヤル・ルーターズのリーダーで「Tessie」を歌い始めたマイケル・T・マグリーヴィーの愛称である。
現在ではホームでレッドソックスが勝つと試合後に本曲が流れる。
チームマスコットのウォーリー・ザ・グリーンモンスターの妹分の名前が「Tessie」であるのは本曲のタイトルが由来である。
- スウィート・キャロライン - ニール・ダイヤモンド

本曲は本拠地の試合の8回表と裏の間に流される。1997年に球場の音響係が知人のCarolineという名前の娘のために流したのが始まりとされている。それから不定期に流される様になり、2002年には現在の様に毎試合8回表と裏の間に流すことが定められた。観客がコーラス部分の「So good!」を合唱するのが恒例である。
2013年のボストンマラソン爆弾テロ事件の直後の4月20日にダイヤモンド本人がフェンウェイ・パークにサプライズで登場して本曲を歌唱している。また、ダイヤモンドはこれ以降の「スウィート・キャロライン」の収益を同事件の遺族や被害者のための基金に寄附することを表明している。